# Lonaconing (Maryland)
Lonaconing es un pueblo ubicado en el condado de Allegany en el estado estadounidense de Maryland. En el año 2010 tenía una población de 1214 habitantes y una densidad poblacional de 1.103,64 personas por km².

## Geografía
Lonaconing se encuentra ubicado en las coordenadas 
39°33′54″N 78°58′46″O / 39.56500, -78.97944.

## Demografía
Según la Oficina del Censo en 2000 los ingresos medios por hogar en la localidad eran de $31.890 y los ingresos medios por familia eran $39.000. Los hombres tenían unos ingresos medios de $32.500 frente a los $23.036 para las mujeres. La renta per cápita para la localidad era de $19.146. Alrededor del 24,1% de la población estaba por debajo del umbral de pobreza.